# Potamanthus idiocerus
Potamanthus idiocerus is een haft uit de familie Potamanthidae. De wetenschappelijke naam van de soort is voor het eerst geldig gepubliceerd in 1991 door Bae & McCafferty.
De soort komt voor in het Oriëntaals gebied.